# ويلفريد أورباين إيلفيس إندزانغا
ويلفريد أورباين إيلفيس إندزانغا (بالفرنسية: Wilfried Urbain Elvis Endzanga)‏ (مواليد 28 مارس 1980 في برازافيل) لاعب كرة قدم كونغولي دولي يجيد اللعب في خط الهجوم . يلعب حاليا لصالح نادي الكوكب المراكشي المغربي منذ 2008 .

## روابط خارجية
- ويلفريد أورباين إيلفيس إندزانغا على موقع الاتحاد الدولي (مؤرشف)  (الإنجليزية)
- ويلفريد أورباين إيلفيس إندزانغا على موقع قاعدة بيانات كرة القدم.إي يو (الإنجليزية)
- ويلفريد أورباين إيلفيس إندزانغا على موقع ناشيونال فوتبول تيمز (الإنجليزية)
- ويلفريد أورباين إيلفيس إندزانغا على موقع Soccerway.com (الإنجليزية)